# Gail Levin
Gail Levin (1948) es una artista, historiadora del arte, conservadora de museo, escritora, biógrafa, y feminista estadounidense. Ha desarrollado actividades académicas y científicas en el profesorado de historia del arte, como "distinguida profesora", además de estudios de Norteamérica, de la mujer, y en estudios liberales, en el Baruch College; y, en el Centro de Graduados de la City University of New York.
Ella se ha especializado en la obra de Edward Hopper, arte feminista, expresionismo abstracto, influencias sobre el arte modernista de los judíos de Europa del este y modernistas norteamericanas. Levin fue la primera curadora de la "Colección Hopper", en el Museo Whitney de Arte Estadounidense.

## Biografía
Levin es aborigen de Atlanta, Georgia, donde creció; y, se graduó por la "Northside High School". En 1969, se graduó por el Simmons College, con un B.A.; y, en 1970, un M.A. en bellas artes, por la Universidad Tufts. Y, en 1976, obtuvo su PhD en historia del arte, por la Universidad Rutgers.

## Carrera de arte

### Artista
Levin es también un artista que ha mostrado fotografías, foto collages, y collages, con una exposición solista en la Asociación Nacional de Mujeres Artistas en su galería de Nueva York en la primavera de 2014. El espectáculo incluyó sus memorias de collage, "On NOT Becoming An Artist" ("En NO convertirse en un artista"), que cuenta su vida en el arte en forma pictórica; comenzando con su madre enseñándole a pintar y luego a sus padres prohibiéndole convertirse en artista.
Levin también ha publicado libros con sus fotografías, incluidos "Hopper's Places" (Los sitios de Hopper), en los que identificó todas las pinturas de Edward Hopper; y, luego localizó los sitios reales y los fotografió. En su reseña de 1985, de un programa relacionado, y organizado por Levin, Vivien Raynor escribió en el New York Times: 

"Hopper's Places", un programa que trata tanto de su curadora invitada, Gail Levin, como de su tema ... Miss Levin ha estado construyendo una reputación como fotógrafa, y es en parte en esta capacidad que ahora contempla su tema ... Las deducciones de Miss Levin son invariablemente esclarecedoras, como cuando infiere que la tendencia de Hopper a alargar las estructuras era un reflejo. de su propia gran altura ".

En este libro, Levin también analiza los cambios que Hopper hizo en sus pinturas. Desde que comenzó este proyecto de arte conceptual en la década de 1970, muchos otros fotógrafos han emulado su proyecto.

### Conservadora de arte
At the Whitney Museum of American Art, Levin was the curator of a number of landmark touring exhibitions including Edward Hopper: Prints and Illustrations (1979) and Edward Hopper: The Art and The Artist (1980); Synchromism and American Color Abstraction, 1910-1925 (1978); and co-curator with Robert Hobbs of Abstract Expressionism: The Formative Years (1978).
Levin continues to organize exhibitions for museums internationally.

## Obra

### Algunas publicaciones
Levin es la autora de "Edward Hopper: A Catalogue Raisonne." Y, ha publicado textos con sus fotografías, incluyendo a:
- "Hopper's Places"
- "Marsden Hartley in Bavaria."

Ha escrito tres biografías:
- "Edward Hopper: An Intimate Biography,"
- "Becoming Judy Chicago: A Biography of the Artist,"
- "Lee Krasner A Biography."[12]

Levin también encabezó un renacimiento reciente de la artista Theresa Bernstein (1890-2002) al producir y editar el ensayo: "Theresa Bernstein: A Century in Art", una monografía con ensayos de ella misma, cuatro de sus estudiantes graduados y otros dos académicos, que acompañaron a una exposición itinerante; y, un completo sitio web de investigación.
- Lee Krasner: A Biography (2011)[14]

- Ethics and the Visual Arts, co-edited with Elaine A. King (2006)[15]

- Becoming Judy Chicago: A Biography of the Artist (2007)

- Aaron Copland's America, co-authored with Judith Tick (2000)[16]

- Edward Hopper: "Gail+Levin"&hl=es-419&sa=X&ved=0ahUKEwi3kt7GvY_hAhW6F7kGHXC9BnkQ6AEIKTAA#v=onepage&q&f=false An Intimate Biography  678 p. (1995) ISBN 0520214757 ISBN 9780520214750

- Edward Hopper: A Catalogue Raisonne (1995)

- Theme and Variation: Kandinsky and the American Avant-garde, 1912-1950 (1992)

- Marsden Hartley in Bavaria (1989)

- Twentieth-Century American Painting: The Thyssen-Bornemisza Collection (1988)

- Hopper’s Places 166 p. (1985) ISBN 0520216768 ISBN 978-0520216761

- Edward Hopper (1984)

- Edward Hopper: Gli anni della formazione (1981)

- Edward Hopper: The Art and the Artist (1980)

- Edward Hopper as Illustrator (1979)

- Edward Hopper: The Complete Prints (1979)

- Abstract Expressionism: The Formative Years, co-authored with Robert C. Hobbs (1978)

- Synchromism and American Color Abstraction, 1910-1925 (1978)

## Honores

### Fundaciones e intereses
Fue presidenta y fundadora del Asociación Académica de Catálogos Razonados. y sirvió en el Consejo Asesor Académico de la Jewish Women's Archive.